# Lubosz koło Międzychodu
Lubosz koło Międzychodu – zamknięty przystanek osobowy a dawniej stacja kolejowa w Luboszu na linii kolejowej nr 363 Rokietnica – Skwierzyna, w województwie wielkopolskim w Polsce. Przystanek został zamknięty 1 czerwca 2002 roku.